# 格弗爾貝格山
48°4′24″N 15°49′37″E / 48.07333°N 15.82694°E

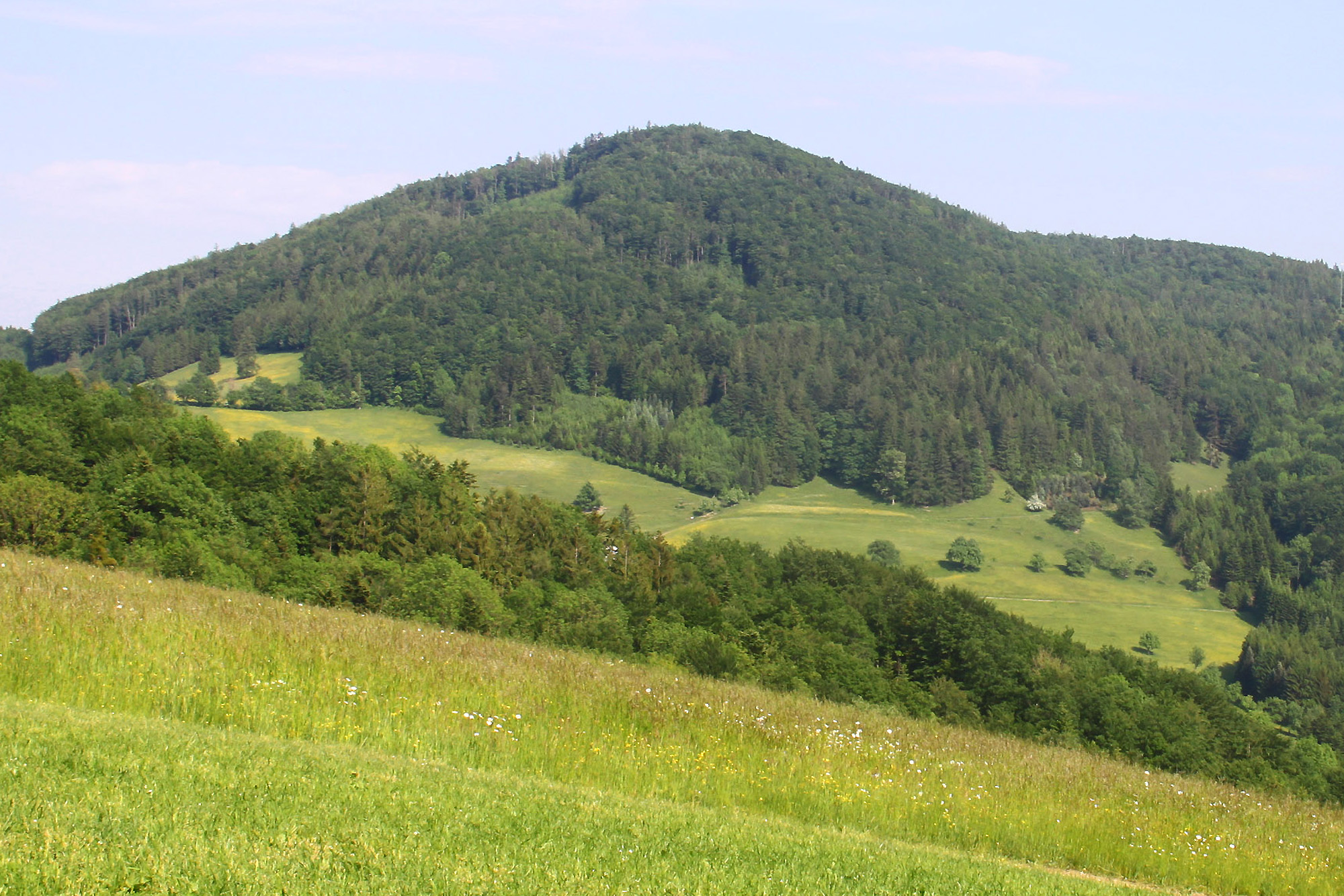

格弗爾貝格山（德語：Gföhlberg），是奧地利的山峰，位於該國東北部，由下奧地利州負責管轄，屬於維也納林山的一部分，海拔高度885米，每年平均降雨量1,050毫米。